# Френч-Фригат-Шолс
Френч-Фригат-Шолс (англ. French Frigate Shoals — «Отмели французских фрегатов», гав. Kānemilohaʻi) — самый большой атолл Северо-Западных островов Гавайского архипелага. Административно входит в состав штата Гавайи (США). Расположен в 850 км к северо-западу от Гонолулу, столицы Гавайев. Гавайское название — Канемилохаи (Kānemilohaʻi).

## География
Открытый в западной и юго-западной частях атолл имеет диаметр около 37 км. Он состоит из 12 маленьких песчаных островков, или моту, которые преимущественно сосредоточены в северной части Френч-Фригат-Шолс. Остров окаймлён коралловым рифом. В центре атолла находится скала Лаперуза высотой 36 м, которая является частью давно потухшего вулкана. Площадь суши атолла составляет всего 0,25 км², при этом площадь крупнейшего моту, острова Терн, составляет 0,105 км². Остров Некер расположен примерно в 160 км к юго-востоку от атолла.

## Список островов
| Остров              | Площадь, м² | Координаты                       |
| ------------------- | ----------- | -------------------------------- |
| Shark Island        | 4294        | 23°51′09″ с. ш. 166°19′26″ з. д. |
| Tern Island         | 105 276     | 23°52′10″ с. ш. 166°17′04″ з. д. |
| Trig Island         | 23 298      | 23°52′17″ с. ш. 166°14′35″ з. д. |
| Skate Island        | 12 808      | 23°52′02″ с. ш. 166°13′53″ з. д. |
| Whale Island        | 19 212      | 23°52′02″ с. ш. 166°13′51″ з. д. |
| Disappearing Island | 9800        | 23°38′39″ с. ш. 166°10′15″ з. д. |
| Little Gin Island   | 19 448      | 23°43′43″ с. ш. 166°09′50″ з. д. |
| Gin Island          | 9708        | 23°44′04″ с. ш. 166°09′56″ з. д. |
| Near Island         | 400         | 23°48′20″ с. ш. 166°13′46″ з. д. |
| Bare Island         | 400         | 23°47′33″ с. ш. 166°12′05″ з. д. |
| East Island         | 35 853      | 23°47′12″ с. ш. 166°12′32″ з. д. |
| Mullet Island       | 2462        | 23°49′29″ с. ш. 166°13′29″ з. д. |
| Round Island        | 3078        | 23°49′36″ с. ш. 166°13′46″ з. д. |
| La Perouse Pinnacle | 3677        | 23°47′08″ с. ш. 166°12′46″ з. д. |

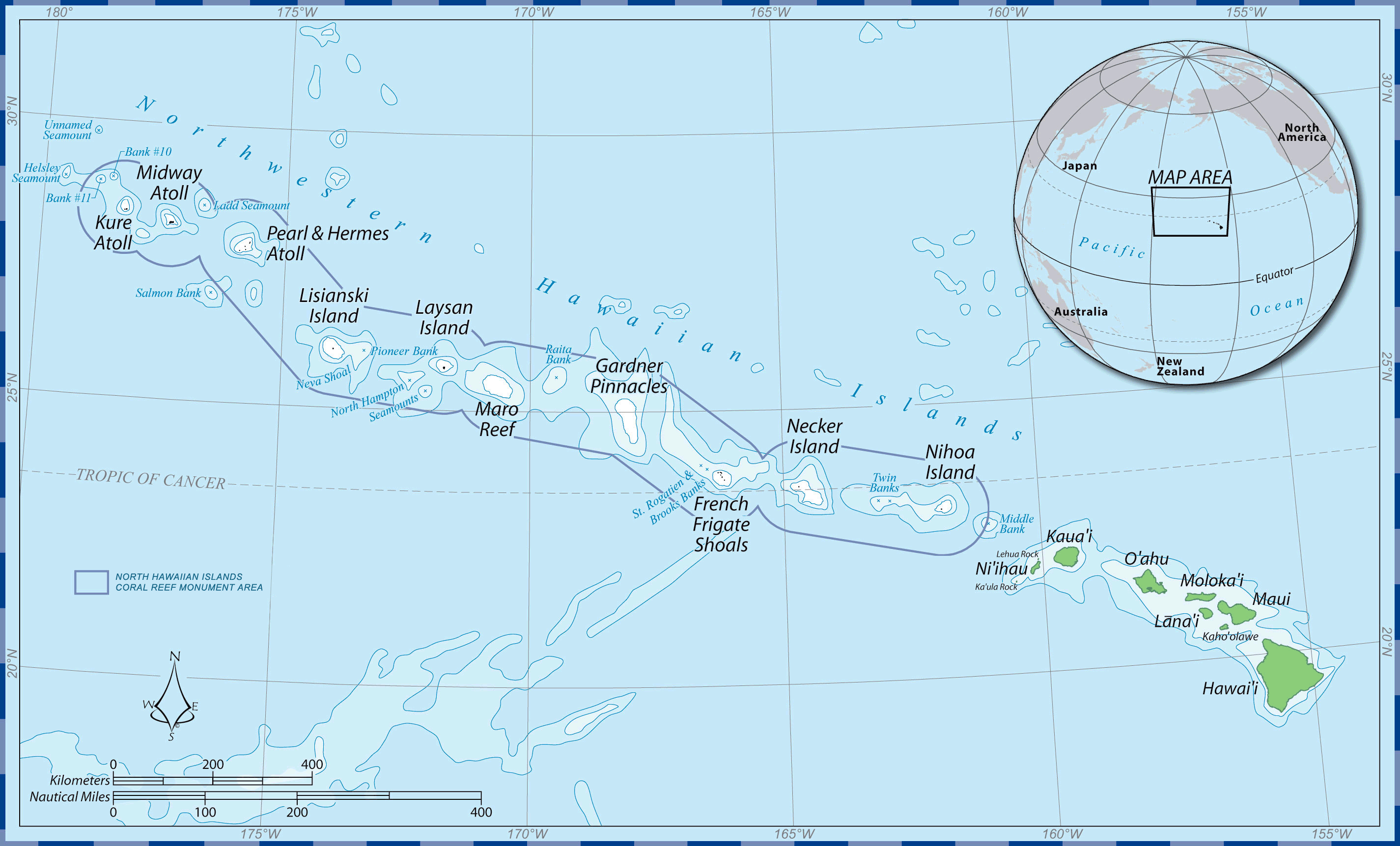

Остров Ист, некогда второй по площади в атолле, по состоянию на октябрь 2018, после прохождения урагана Валака, размыт и практически скрылся под водой.

## Фауна
На острове обитает большое количество морских птиц, а также гавайский тюлень-монах.

## История
Хотя в исторических гавайских преданиях нет никаких свидетельств, самые первые посетители атолла, вероятно, прибыли с находящихся восточнее близлежащих Гавайских островов, которые, как известно, были заселены полинезийцами между 1100 и 1300 годами нашей эры. Испанцы и португальцы начали исследовать Тихий океан после успешного перехода Магеллана в 1520-х годах. Первые парусные суда следовали по Экваториальному течению на запад и по Северо-Тихоокеанскому течению на восток, а Гавайские острова посещались редко, если вообще посещались. Многие исследователи полагают, что только в январе 1778 года англичанин капитан Джеймс Кук открыл Сандвичевы (Гавайские) острова.
Атолл был открыт 6 ноября 1786 года французским путешественником Жаном Франсуа де Лаперузом. Моряки его кругосветной экспедиции на двух фрегатах «Буссоль» («Компас») и «Астролябия» на пути на запад из Монтерея в Калифорнии в Макао при спокойном море на небольшом расстоянии заметили перед собой признаки мели — волны прибоя — и едва не налетели на неё, что могло привести к кораблекрушению, и острова получили название Отмелей французских фрегатов.
14 января 1859 года на остров предъявили свои права США согласно «Закону о гуано». Однако в противоположность острову Лайсан добыча гуано на Френч-Фригат-Шолс оказалась нерентабельной. В 1909 году атолл стал частью птичьего заповедника, а в 2006 году — памятника природы Папаханаумокуакеа (англ. Papahānaumokuākea Marine National Monuments).
В годы Второй мировой войны остров играл очень важную роль, так как связывал остров Мидуэй и Гавайи.

### Комментарии
1. 1 2  Остров Скэйт в настоящее время состоит из двух островков. Указывается в документах одним островом. Относительные размеры его составляющих — 40 и 60 %.
2. ↑  В 1971 году сообщалось, что о. Неар, хотя и отмечен в документах, уходит под воду во время прилива.
3. ↑  Остров Бэйр хоть и виден на спутниковых снимках, в документах не упомянут. По наблюдениям 1971 года он имеет площадь 400 м² и возвышается на 1,5 м.
4. 1 2  Острова Раунд и Маллет в документах отмечены единым островом, площадью 5540 м².